# 侯智元
侯智元（1984年—），環球水泥副總，美國哥倫比亞大學東亞學系，哈佛大學東亞所碩士。出身台南幫，為台南幫創始人侯雨利曾孫。

## 經歷
侯智元出身台灣知名商幫台南幫第四代，在美國哥倫比亞大學就讀東亞文學與政治，之後在哈佛大學東亞所取得碩士學位。原規畫在美國金融業工作，在其父親侯博義號召下回到家族企業來工作，目前擔任環球水泥副總經理的職務，年紀輕輕過往工作經驗就只有工讀生的侯智元，面對回來就立即接下副總職務，在台灣業界引發話題。
侯智元掌握公司後，大刀闊斧地整頓，出售營利不佳中國水泥廠，將資源集中高階的石膏板建材，成功讓環泥本業轉虧為盈。由於環泥經營已逐漸穩定，侯智元近來把重心放在電子產業。負責行銷，走遍美、日拜訪客戶，亦常到世界各大電子展擺攤位。
同時，侯智元亦在天下雜誌開設專欄講述國際財經局勢與青年職涯規劃。